# یواس‌ان‌اس چارلز درو (تی-ای‌کی‌ای-۱۰)
یواس‌ان‌اس چارلز درو (تی-ای‌کی‌ای-۱۰) (به انگلیسی: USNS Charles Drew (T-AKE-10)) یک کشتی است که طول آن ۲۱۰ متر (۶۸۹ فوت) می‌باشد. این کشتی در سال ۲۰۱۰ ساخته شد.